# Варано-де-Мелегарі
Варано-де-Мелегарі, Варано-де-Мелеґарі (італ. Varano de' Melegari) — муніципалітет в Італії, у регіоні Емілія-Романья,  провінція Парма.
Варано-де-Мелегарі розташоване на відстані близько 370 км на північний захід від Рима, 110 км на захід від Болоньї, 29 км на південний захід від Парми.
Населення — 2682 особи (2014).
У місті розташоване виробництво автомашин для перегонів компанії Dallara.

## Демографія
Населення за роками:

Станом на 1 січня 2023 року в муніципалітеті офіційно проживало 207 іноземців з 29 країн, серед них 70 громадян країн Євросоюзу та 7 громадян України.

## Сусідні муніципалітети
- Боре
- Форново-ді-Таро
- Медезано
- Пеллегрино-Парменсе
- Соліньяно
- Варсі